# 李厚基
李 厚基（り こうき）は、清末民初の軍人。北京政府、安徽派に属した。字は培之。

## 事跡
少年時代は、父に随従して軍営で勉学に励んだ。1889年（光緒15年）、李鴻章の衛隊隊官に任命される。翌光緒16年（1890年）、天津北洋武備学堂で軍事を学び、同年中に卒業した。この後、直隷総督署衛隊営管帯に任命され、再び李鴻章の配下となる。
1909年（宣統元年）、新建陸軍第4鎮第7協第14標標統に昇進し、第4鎮統制呉鳳嶺に随従して、小站で軍事訓練に取組む。1911年（宣統3年）に武昌起義が勃発した直後に、第4鎮第7協協統に昇進した。
中華民国成立後の軍隊改組に伴い、李厚基はそのまま陸軍第4師第7旅旅長に就任した。1913年（民国2年）7月の二次革命（第二革命）では、部隊を率いて上海に向かい、呉淞地区での戦いに参加した。第二革命鎮圧後、呉淞要塞司令に任命されている。
同年11月、部隊を率いて福建省に入り、12月に福建鎮守使に任命された。なお、同時期に福建都督が廃止されたため、福建鎮守使の李がそのまま都督の職務を担った。1914年（民国3年）7月、福建護軍使に改めて任命され、事実上、将軍の地位（それまでの督弁と同格の地位）を担っている。1915年（民国4年）12月、袁世凱が皇帝に即位した際には、一等子爵に封じられた。1916年（民国5年）3月、福建将軍に任命され、4月には福建巡按使も兼任した。袁死後の同年7月、そのまま福建督軍兼省長に移行する。
1918年（民国7年）4月、段祺瑞の命により、李厚基は援粤軍正総司令に任命され、副総司令に任命された浙軍師長童葆暄とともに広東軍政府を攻撃したが、敗北に終わった。その後も福建省の統治を続けたが、1922年（民国11年）11月、南方政府側の許崇智に駆逐されてしまう。こうして9年に渡る李の福建統治は遂に終結したのであった（正式な罷免は1923年（民国12年）1月）。
1924年（民国13年）11月、北京政府から山西援軍副司令に任命されたが、まもなく引退する。天津の日本租界に移り住んで、材木業を営み生計を立てた。
1942年（民国31年）9月、死去。享年74。